# Jaber al-Ahmad International Stadium
Das Jaber al-Ahmad International Stadium (arabisch ملعب جابر الأحمد الدولي, DMG Malʿab Ǧābir al-Aḥmad ad-duwalī) ist ein Fußballstadion mit Leichtathletikanlage in Ardiya im Gouvernement al-Farwaniyya südwestlich der Hauptstadt Kuwaits. Es wurde im Jahr 2010 fertiggestellt und wird hauptsächlich für Fußballspiele und Leichtathletikveranstaltungen genutzt. Es hat eine Kapazität für 60.000 Sitzplätzen. In den Außenanlagen bietet ein Parkplatz Platz für 6000 Autos. Benannt ist das Stadion nach dem kuwaitischen Emir Dschabir al-Ahmad al-Dschabir as-Sabah (1926–2006).

## Geschichte
Baubeginn war am 2. Juni 2006. Nach vier Jahren Bauzeit konnte das Stadion 2010 eröffnet werden. Das erste Länderspiel fand am 8. Oktober 2010 zwischen Kuwait und Bahrain statt. Im November 2010 standen sich al Qadsia Kuwait und al-Ittihad aus Syrien im Endspiel des AFC Cups gegenüber, das die Syrer mit 4:2 im Elfmeterschießen gewannen. Nach diesem Spiel musste das Stadion wegen struktureller Instabilität für fünf Jahre geschlossen werden. Erst nach Renovierungen konnte es am 18. Dezember 2015 wiedereröffnet werden. Seitdem fungiert das Stadion als Nationalstadion Kuwaits und als Heimspielstätte der kuwaitischen Fußballnationalmannschaft.
2017 war das Stadion zusammen mit dem al-Kuwait SC Stadium eine der Spielstätten des Golfpokals 2017. Es wurden insgesamt neun Spiele, darunter die beiden Halbfinals und das Finale, ausgetragen.